# Paul Camille Jacques Monnier
Paul Camille Jacques Monnier ( * 1922 - 2006) fue un botánico, y pteridólogo francés, que realizó extensas expediciones botánicas a Argelia, y Marruecos.
- La abreviatura «P.Monnier» se emplea para indicar a Paul Camille Jacques Monnier como autoridad en la descripción y clasificación científica de los vegetales.[3]